# Karolinów (Lublin)
Pour les articles homonymes, voir Karolinów.
Karolinów (prononciation : [karɔˈlinuf]) est un village polonais de la gmina de Ruda-Huta dans le powiat de Chełm de la voïvodie de Lublin dans l'est de la Pologne, à la frontière avec l'Ukraine.
Il se situe à environ 4 kilomètres au sud de Ruda-Huta (siège de la gmina), 9 kilomètres au nord-est de Chełm (siège du powiat) et 71 kilomètres à l'est de Lublin (capitale de la voïvodie).

## Histoire
De 1975 à 1998, le village est attaché administrativement à la voïvodie de Chełm.

Depuis 1999, il fait partie de la voïvodie de Lublin.

## Galerie

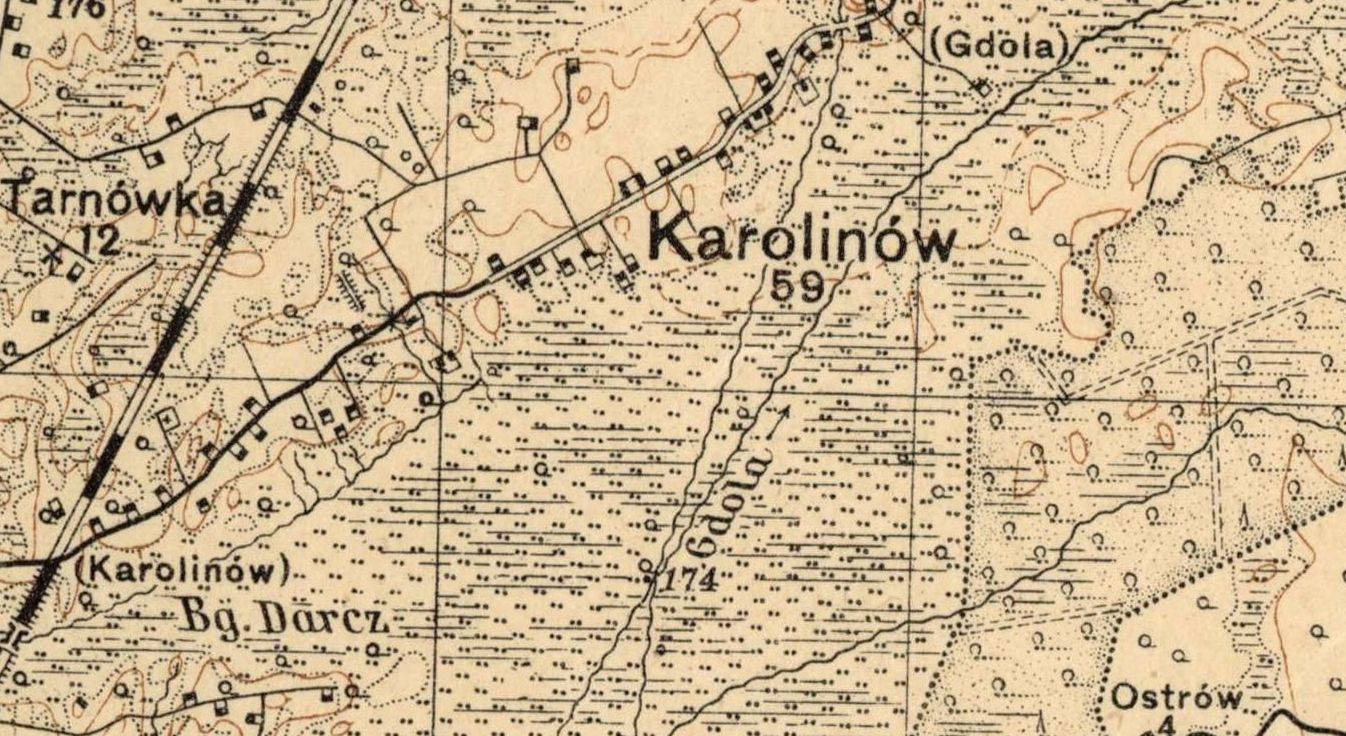
Karolinów sur la carte Institut géographique militaire de 1931.